# Magnus Andersson (handebolista)
Per Magnus Andersson (Linköping, 17 de maio de 1966) é um ex-handebolista profissional sueco, medalhista olimpico.
Magnus Andersson fez parte dos elencos medalha de prata de Barcelona 1992, Atlanta 1996 e Sydney 2000. Em Olimpíadas ele jogou 21 partidas anotando 44 gols.

Atualmente é treinador do FC Porto, equipa que se encontra a disputar a Liga dos Campeões da EHF.
Em Portugal, já conta no seu curriculo com 1 Liga Portuguesa, 1 Taça de Portugal e 1 Supertaça Portuguesa.